# Hörnhylla

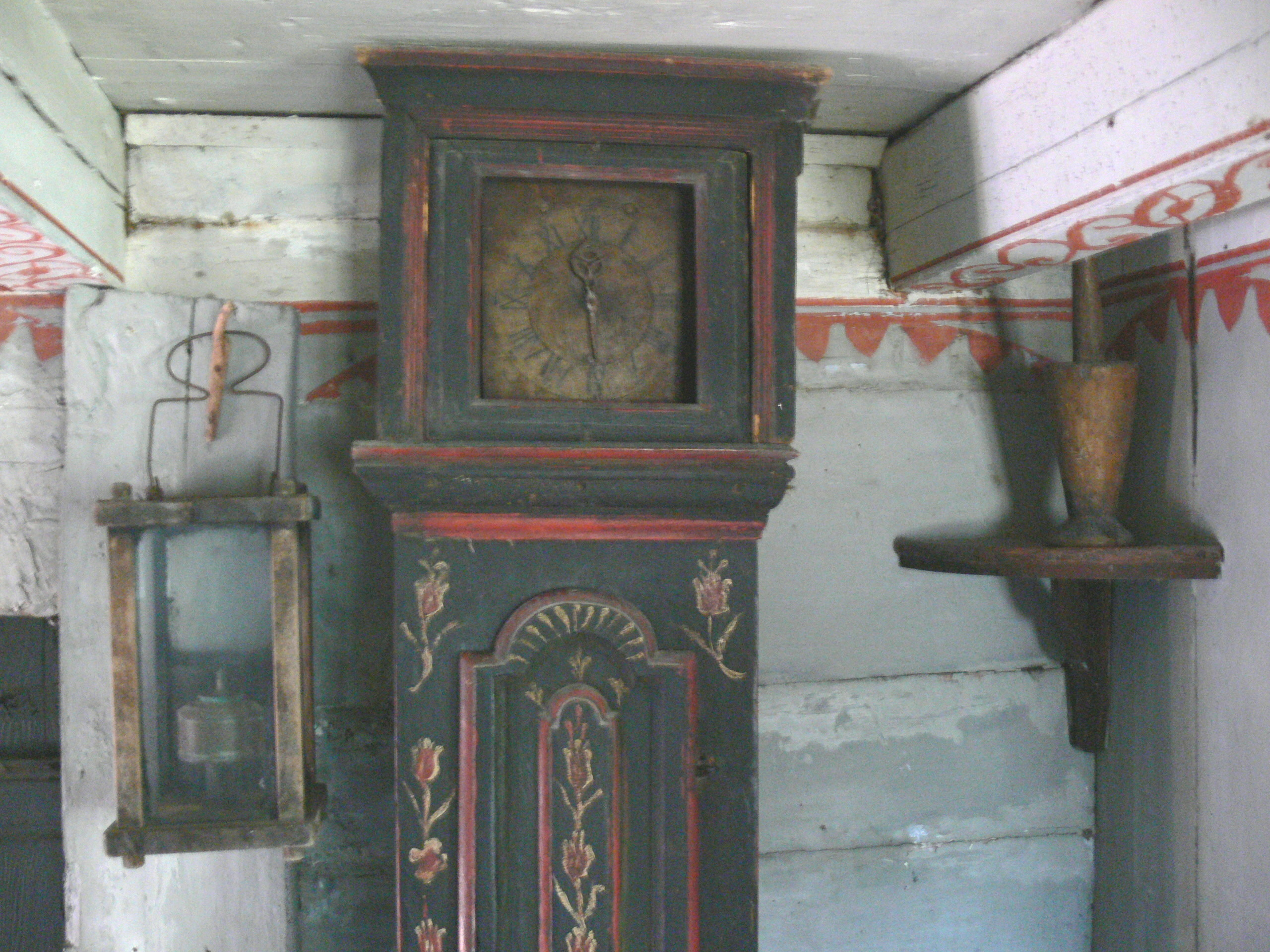
Hörnhylla (till höger) på Bunge museum på Gotland.

Hörnhylla är en sorts hylla som kan placeras i ett hörn. En hörnhylla har oftast en 90 graders vinkel någonstans för att hyllan ska kunna gå in i ett hörn. Vanligtvis används de ofta för att ställa prydnadssaker på.